# 22-я стрелковая бригада
Не следует путать с 22-й стрелковой бригадой внутренних войск НКВД
22-я стрелковая бригада — воинское соединение СССР в Великой Отечественной войне.

## История
Формировалась по приказу «О сформировании 50 отдельных стрелковых бригад» № 00105 от 14 октября 1941 года с октября 1941 года в Харьковском военном округе, в том числе за счёт курсантов высших военных учебных заведений. Отправлялась на фронт со станции Большие Чапурники.
В действующей армии с 1 января 1942 по 10 марта 1944 года.
15 января 1942 года введена в бой вторым эшелоном в ходе Любанской операции. С 19 января 1942 года действуя совместно со 111-й стрелковой дивизией, бригада ведёт бои за деревни Любино Поле и Мостки. 21 января 1942 года немецкие войска нанесли контрудар с целью закрыть прорыв в обороне на Волхове. Один из ударов наносился с севера, советскими войсками была потеряна деревня Коломно, и бригада была брошена на отражение контрудара в район Костылева, где она сумела при поддержке гвардейских миномётов сдержать контрудар и отбросить противника. 27 января 1942 года бригада вошла в состав Оперативной группы Коровникова, которой ставилась задача к исходу 28 января 1942 года закончить ликвидацию опорных пунктов противника в полосе Ленинградского шоссе на участке Спасская Полисть — Любино Поле, после чего возможно скорее выдвигаться главными силами в район Новая Деревня, Вдицко, Финев Луг.
4 февраля 1942 года бригада была введена в прорыв, который был создан 13-м кавалерийским корпусом и продвигалась вслед за ним, обеспечивая его правый фланг, принимая от корпуса и удерживая занятые им позиции. Под деревней Ольховкой бригада захватила трофеи: 8 пушек и 10 миномётов и использовала их боях.
К утру 23 февраля 1942 года бригада вместе с 46-й стрелковой дивизией подошли в район деревни Красная Горка на подступах к Любани. В созданный ударной группировкой прорыв бригада войти не смогла, находясь вне прорыва как и все подошедшие части под сильным авиационным воздействием. Бригада заняла оборону в горловине прорыва у Красной Горки и 27 февраля 1942 года одним из батальонов попала под контрудар немецких войск, удержать позиции батальон не смог. В конце февраля и первой половине марта 1942 года бригада наступает в районе Красной Горки, пытаясь прорвать оборону и отбить село. Ведёт тяжёлые бои северо-западнее деревни Коровьи Ручьи, пытаясь перерезать железную дорогу Чудово — Вейнмарн. В течение многих дней повторялась одна картина: при больших потерях, батальоны бригады перерезали дорогу, а немецкие войска восстанавливали положение.. В конце концов, во второй декаде марта 1942 года Красная Горка была отбита и положение в этом районе стабилизировалось до мая 1942 года. 21 марта 1942 года Ставкой ВГК было принято решение о выводе бригады в резерв (директива № 170180 от 21.03.1942 года), но оно выполнено не было.
В ходе операции по выводу из окружения 2-й ударной армии в третьей декаде мая 1942 года бригада начала отход из района Красной Горки через промежуточный рубеж обороны в тыл армии, в район деревень Кречно, Ольховка и Малое Замошье, к 28 мая 1942 года вышла на промежуточный рубеж севернее Новой Керести в готовности к прорыву через кольцо окружения навстречу войскам 59-й армии. На 1 июня 1942 года в бригаде насчитывалось 307 человек начальствующего состава, 266 младшего начальствующего состава и 806 рядовых.
До третьей декады июня ведёт арьергардные бои, 25 июня 1942 года остатки бригады пошли на прорыв в районе Мясного Бора. Из окружения из состава бригады вышли 227 человек, и она была отведена в тыл на укомплектование. Гербовая печать бригады была обнаружена только в 2000-х годах у Мясного Бора.
С 1 по 31 августа 1942 года бригада комплектовалась по штатам и начала переброску железной дорогой, на 2 сентября 1942 года разгрузилась в Тобино, 6 сентября 1942 года в районе Валовщины вошла в состав 6-го гвардейского стрелкового корпуса.
15 сентября 1942 года с приданным батальоном 140-й стрелковой бригады введена в бой, по 28 сентября 1942 года вместе со 122-й танковой бригадой пытается расширить горловину прорыва 8-й армии, наступая на север, на сильно укреплённый опорный пункт роща «Круглая» и к дороге Гонтовая Липка — Синявино, однако продвижение измерялось всего сотнями метров. Понесла большие потери от огня и авиационных налётов, в ходе этих боёв убито и ранено много командного состава бригады, общие потери также были очень велики. С 30 сентября 1942 года выводится по приказу командира корпуса на доукомплектование в район Валовщины. К концу операции в бригаде насчитывалось 1188 человек личного состава, в подавляющем большинстве бойцов тыловых служб (так на 22 сентября 1942 года во 2-м батальоне бригады было только 79 активных штыков, в 3-м всего 7). С 5 октября 1942 года выступила маршем по маршруту Путшево — Шум — Мелино — Глажево — Городище — Пчево. На 14 октября 1942 года в бригаде насчитывалось 1427 человек, из них активных штыков только 137.
В течение первой половины 1943 года восстанавливается, а в мае 1943 года передана в 8-ю армию, прибыла в район Погостья, где принимает участие в Мгинской операции наступая на направлении вспомогательного удара армии из района Погостья в направлении Карбусель — Турышкино вдоль железнодорожной ветки Мга — Кириши.
В 1944 году бригада в ходе Ленинградско-Новгородской операции с конца января 1944 года преследует отходящего противника по направлению к Мге, 7 февраля 1944 года в районе Мги передана на Ленинградский фронт, которым была подчинена 23-й армии.
10 марта 1944 года бригада была расформирована.

## Подчинение
| Дата            | Фронт (округ)                                              | Армия             | Корпус                            | Примечания                                                  |
| --------------- | ---------------------------------------------------------- | ----------------- | --------------------------------- | ----------------------------------------------------------- |
| 01.11.1941 года | Харьковский военный округ                                  | -                 | -                                 | -                                                           |
| 01.12.1941 года | Сталинградский военный округ                               | -                 | -                                 | -                                                           |
| 01.01.1942 года | Волховский фронт                                           | 2-я ударная армия | -                                 | -                                                           |
| 01.02.1942 года | Волховский фронт                                           | 2-я ударная армия | -                                 | -                                                           |
| 01.03.1942 года | Волховский фронт                                           | 2-я ударная армия | -                                 | -                                                           |
| 01.04.1942 года | Волховский фронт                                           | 2-я ударная армия | -                                 | -                                                           |
| 01.05.1942 года | Ленинградский фронт (Группа войск Волховского направления) | 2-я ударная армия | -                                 | -                                                           |
| 01.06.1942 года | Ленинградский фронт (Волховская группа войск)              | 2-я ударная армия | -                                 | -                                                           |
| 01.07.1942 года | Волховский фронт                                           | 2-я ударная армия | -                                 | -                                                           |
| 01.08.1942 года | Волховский фронт                                           | -                 | 6-й гвардейский стрелковый корпус | -                                                           |
| 01.09.1942 года | Волховский фронт                                           | -                 | 4-й гвардейский стрелковый корпус | -                                                           |
| 01.10.1942 года | Волховский фронт                                           | -                 | -                                 | -                                                           |
| 01.11.1942 года | Волховский фронт                                           | 2-я ударная армия | -                                 | -                                                           |
| 01.12.1942 года | Волховский фронт                                           | 2-я ударная армия | -                                 | -                                                           |
| 01.01.1943 года | Волховский фронт                                           | 2-я ударная армия | -                                 | -                                                           |
| 01.02.1943 года | Волховский фронт                                           | 2-я ударная армия | -                                 | -                                                           |
| 01.03.1943 года | Ленинградский фронт                                        | 2-я ударная армия | -                                 | -                                                           |
| 01.04.1943 года | Волховский фронт                                           | 2-я ударная армия | -                                 | -                                                           |
| 01.05.1943 года | Волховский фронт                                           | -                 | -                                 | -                                                           |
| 01.06.1943 года | Волховский фронт                                           | 8-я армия         | -                                 | -                                                           |
| 01.06.1943 года | Волховский фронт                                           | 8-я армия         | -                                 | -                                                           |
| 01.07.1943 года | Волховский фронт                                           | 8-я армия         | -                                 | -                                                           |
| 01.08.1943 года | Волховский фронт                                           | 8-я армия         | -                                 | -                                                           |
| 01.09.1943 года | Волховский фронт                                           | 8-я армия         | -                                 | -                                                           |
| 01.10.1943 года | Волховский фронт                                           | 8-я армия         | -                                 | -                                                           |
| 01.11.1943 года | Волховский фронт                                           | 8-я армия         | -                                 | -                                                           |
| 01.12.1943 года | Волховский фронт                                           | 8-я армия         | -                                 | -                                                           |
| 01.01.1944 года | Волховский фронт                                           | 8-я армия         | -                                 | -                                                           |
| 01.02.1944 года | Ленинградский фронт                                        | -                 | -                                 | по Справочнику боевого состава числится в составе 8-й армии |
| 01.03.1944 года | Ленинградский фронт                                        | 23-я армия        | -                                 | -                                                           |

## Командиры
- Пугачёв, Фёдор Кузьмич (27.11.1941 — 30.06.1942), полковник, погиб 25.06.1942 (погиб при выходе из окружения у Мясного Бора)
- Гордов, Василий Григорьевич (26.08.1942 — 13.10.1942), умер от ран
- Паршиков, Алексей Михайлович (13.10.1942 — 18.12.1943)
- Смирнов, Константин Иванович (23.12.1943 — 11.01.1944)
- Прокофьев, Роман Петрович

## Память
- Памятник воинам бригады в Мясном Бору. Установлен по инициативе члена Совета Федерации С. В. Пугачёва, внука первого командира бригады Ф. К. Пугачёва, погибшего в Мясном Бору[4]